# 同步多媒体集成语言
同步多媒体集成语言（Synchronized Multimedia Integration Language，缩写作 SMIL），是W3C为采用XML描述多媒体而提出的建议标准。它定义了时间标签、布局标签、动画、视觉渐变（visual transitions）和媒体嵌入等。
1998年6月，SMIL 1.0成为了官方建议标准。2001年8月，SMIL 2.0成为官方建议标准。SMIL 2.1则于2005年12月正式成为官方建议标准。基于在手机的多媒体消息系统（Multimedia Messaging System）中使用SMIL的经验，SMIL 2.1添加了少量的扩展。
SMIL文档和HTML文档有相似的结构，它们都被分为<head>和<body>两个部分。<head>部分包含布局和元数据（metadata）信息。<body>部分则包括时间信息（通常由并行<par>和序列<seq>两个主要标签组成）。SMIL通过URI引用媒体对象，并允许媒体共享和分布式存储。该语言还允许为不同的媒体对象指定不同的带宽。
目前，SMIL正被应用于手持设备，并因此产生了一个被称作MMS（Multimedia Messaging Service，多媒体消息服务，俗称彩信）的子集。MMS和手机短信（SMS）相当，但可以包含视频、音频和图片。因此，在移动内容业，很多多媒体技术人员戏称MMS为迷你SMIL（Mini-Me SMIL）。
SMIL的语言结构对后来的SVG（可缩放矢量图型）标准以及时控文本（Timed Text）标准亦产生了一定影响。